# 彦根建築設計事務所
株式会社彦根建築設計事務所（ひこねけんちくせっけいじむしょ）は、日本のアトリエ系建築設計事務所。建築家の彦根明とアンドレア夫妻で主宰。
彦根アンドレア（1962年 - ）は、ドイツ・コンスタンツ生まれ。1987年、シュトゥットガルト工科大学首席修了。1988年、團・青島建築設計事務所入所。1989年、磯崎新アトリエ入所。1990年、株式会社彦根建築設計事務所設立。「IDIC」で第9回JIA環境建築賞最優秀賞受賞。代表作に「S邸」「T邸」「粋」などがある。